# Рау, Алексей Григорьевич
Алексей Григорьевич Рау (род. 15 апреля 1938) — советский и казахстанский учёный в области мелиорации, доктор сельскохозяйственных наук (1990), профессор (1992), академик НАН РК (2003).

## Биография
Выходец из семьи немцев Поволжья. Окончил Баканасскую среднюю школу (1958, с золотой медалью) и Джамбулский гидромелиоративно-строительный институт (1966), факультет гидромелиорации. Как отличник оставлен ассистентом на кафедре «Сельскохозяйственная мелиорация».
С 1969 года учился в заочной аспирантуре Новочеркасского гидромелиоративного института, в 1971 году защитил кандидатскую диссертацию.
В 1973 году утверждён в звании доцента по кафедре сельскохозяйственной мелиорации. С 1973 по 1996 год работал в Казахском научно-исследовательском институте водного хозяйства: заведующим сектором, заведующим лабораторией комплексного отдела мелиорации земель.
В 1990 году защитил докторскую диссертацию. В 1992 году присвоено звание профессора по специальности «Сельскохозяйственная мелиорация». В 1994 году избран членом-корреспондентом Казахской академии сельскохозяйственных наук. Член-корреспондент (1994), академик НАН РК (2003).
С 1996 года академик-секретарь отдела научного обеспечения земледелия, агроэкологии, водного и лесного хозяйства Национального академического Центра аграрных исследований РК. С 2002 года первый заведующий кафедрой «Гидротехника и мелиорация» им. Л. Е. Тажибаева Казахского национального аграрного университета.
Автор более 100 научных работ, в том числе 3 монографий, 10 производственных рекомендаций по мелиорации засоленных земель, влагосолепереноса в почвогрунтах орошаемых массивов, параметров орошения и дренажа оросительных систем, ресурсосберегающей технологии орошения сельскохозяйственных культур.

## Публикации
- Режим орошения риса и мелиоративное состояние орошаемых земель Кзыл-Кумского массива юга Казахстана: диссертация ... кандидата сельскохозяйственных наук: 06.00.00 / А.Г. Рау. — Новочеркасск, 1971. — 204 с.
- Водосберегающая технология орошения риса и совершенствование рисовых оросительных систем: диссертация ... доктора технических наук: 06.01.02. — Джамбул, 1990. — 483 с.
- Водораспределение на рисовых системах — М.: Агропромиздат, 1988. — 83 с.
- Поливальщику рисовых полей / Н. А. Волконский, канд. техн. наук, А. Г. Рау. — Алма-Ата: Кайнар, 1970. — 116 с.